# Psáře (Praha)
Psáře (Psáry) byla ves na území dnešních Nuslí v Praze. Ležela buď v Nuselském údolí nebo v prostoru mezi školou Ladislava Hanuse a rozcestím Na paloučku (v prostoru dnes již zasypané nuselské zahrádkářské kolonie). V době předhusitské ves náležela vyšehradské kapitule (stejně jako Nusle). Poslední písemné záznamy o Psárech jsou z 1. poloviny 16. století.
Název je odvozen od psářů, lidí, kteří se věnovali chovu loveckých psů a lze právem usuzovat, že se jednalo o služebnou ves v majetku Vyšehradské kolegiátní kapituly. První písemná zmínka o ní pochází z roku 1222, kde je uvedena jako „villa Psarz“.

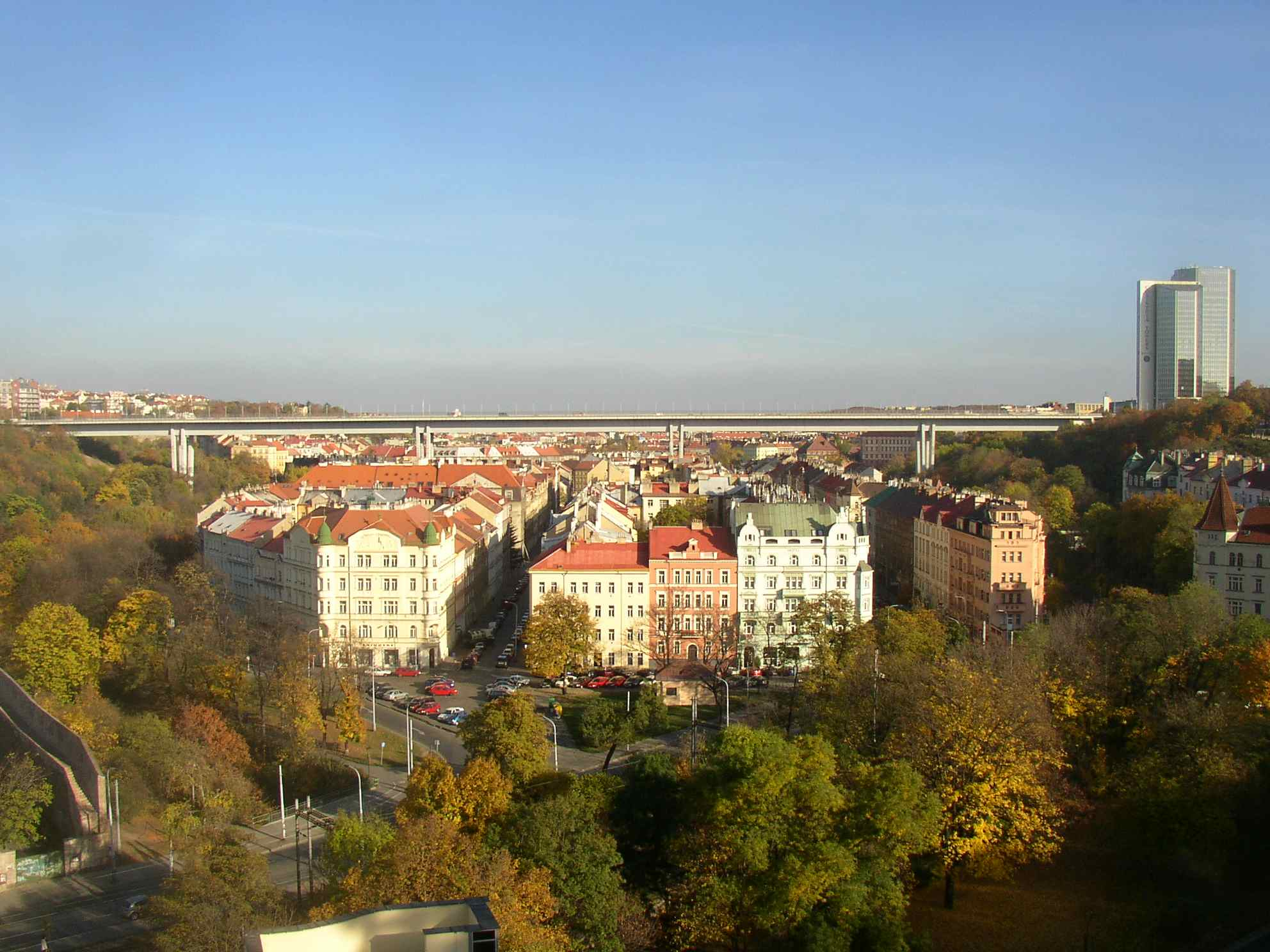
Praha, Nusle a Nuselský most. Místo, kde se dříve ves nacházela.

Podle historických zpráv a pozdějších perspektivních plánů se vesnice Psáry nacházela při cestách vedoucích od středověké brány Špičky na východ k Nuslím a na sever ke Slupi, tedy přibližně v prostoru dnešní Lumírovy a Krokovy ulice. Psárský dvůr potom nebyl přímo součástí obce, ale stával poněkud stranou jádra vsi, u potoka Botiče. Přestože ves nemohla být kvůli svému umístění ve svahu vyšehradského podhradí nijak rozsáhlá, tak měla vlastního rychtáře.
Opevnění Nového Města pražského budovaného v letech 1348-1350 však ves Psáry odděluje od Vyšehradu a Nového města a tím započíná její úpadek. Zásadní ranou pro oblast v Nuselském údolí se stává rok 1420 při husitském dobývání a následném zpustošení Vyšehradu. Náročnost následných oprav Vyšehradu v klidnějších dobách potom pravděpodobně nedovolila oživit stejnou měrou také ves ležící za jeho hradbami. Dochované zápisy z konce 15. století zmiňují prodeje psárských domů se zahradami, chmelnicemi a vinicemi. Zprávy z této doby rovněž ještě hovoří o rychtáři psárském, konšelích, či mlynáři v Psárech i celé obci.
Vesnice dále spíše pustla, její život skomíral a měnila se postupně v zahrady, vinice a zejména v blízkou zásobárnu stavebního materiálu pro horní část Vyšehradu. Zprávy z první poloviny 16. století, konkrétně z roku 1540, hovoří již pouze o „gruntech, jež někdy sluly Psáře“ a v minulém čase se o vsi zmiňuje i kronikář Václav Hájek z Libočan, v Kronice české (1541), který v roce 1533 působil jako administrátor vyšehradského děkanství.
Zajímavostí jsou však vyobrazení Jana Willenberga na vedutě Prahy z roku 1601 a Sadelerův prospekt Prahy, rytý dle předlohy Philippa van den Bossche z roku 1606. V průhledu údolím je zde v obou případech zachycen totožný kostelík na vyvýšeném místě v údolí mezi Vyšehradem a Karlovem. Je tedy možné, že Psáry mívaly vlastní kapli, která se dá pravděpodobně spojit s rotundou svaté Markéty, kterou badatelé umisťují či spíše tuší na území severního vyšehradského podhradí v dominantní poloze nad Botičem. Zde je nutno brát jistý ohled na zdeformovanou perspektivu vyobrazení, kdy jsou v jednom případě stavby dále v údolí a v druhém zase blíže Vyšehradu.
Dílo zkázy vesnice a dvora dokončila stavba barokního opevnění v letech 1653–1727, která zahladila veškeré viditelné stopy tím, že pojala velké objemy půdy i kamenné prvky staveb do pevnostních zdí. Psáry tak zmizely z povrchu země i z paměti lidí ještě mnohem dříve, než zelené údolí Botiče pohltila současná zástavba.